# ARts
aRTs (ang. Analog Real Time Synthesizer, do wersji 0.2.5 KSynth) – framework audio będący dawniej częścią KDE 2 i KDE 3, symulujący działanie syntezatora analogowego.
Główną częścią aRts jest serwer dźwięku łączący strumienie dźwiękowe w czasie rzeczywistym. Serwer dźwięku artsd (d od angielskiego daemon) był również używany jako standardowy serwer dźwięku w KDE 2 i KDE 3, pomimo braku zależności od projektu KDE. Bezpośrednim konkurentem aRts był JACK Audio Connection Kit, inny serwer dźwięku działający w czasie rzeczywistym oraz Enlightened Sound Daemon (ESD). Obecnie używa się ALSA zamiast artsd.

## Koniec rozwoju projektu
2 grudnia 2004 główny twórca aRts, Stefan Westerfeld ogłosił, że porzuca projekt z powodu problemów technicznych oraz problemów związanych z rozwijaniem projektu. W KDE 4 zadecydowano, że aRts zostanie zastąpiony przez Phonon, który dostarcza wspólny interfejs dla różnych frameworków.